# Reproductor de audio portátil

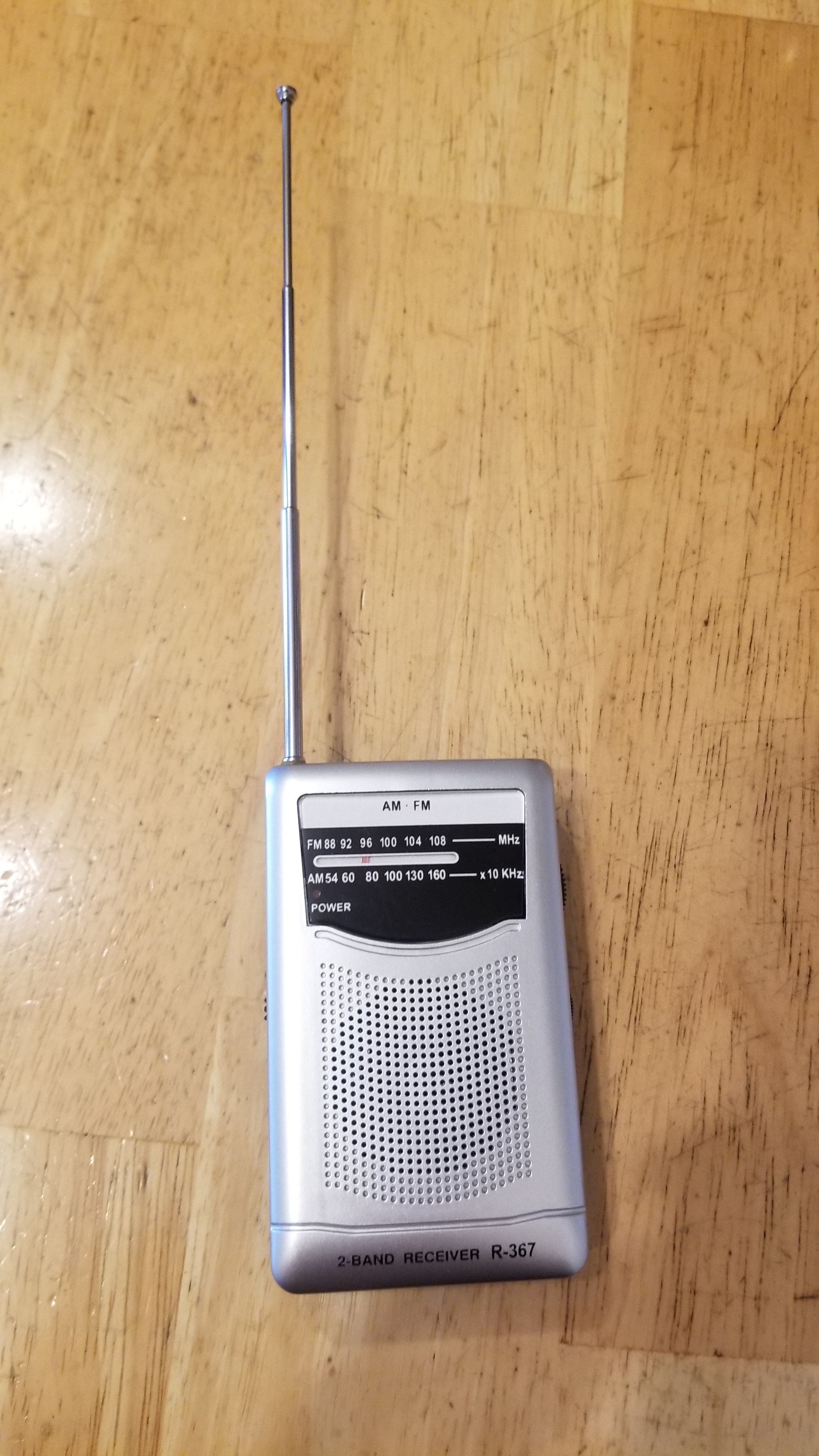
Radio portátil

Un reproductor de audio portátil es un dispositivo móvil que permite al usuario escuchar sonidos previamente grabados. Estos reproductores por lo general usan baterías como fuente de alimentación. Además, pueden usar distintos tipos de medios de almacenamiento, tanto analógicos como digitales. El sonido es emitido a través de altavoces o auriculares.

## Historia
Los primeros aparatos grabadores y reproductores de audio aparecieron a finales del siglo XIX. Estos estaban formados por una bocina, una aguja, un diafragma flexible y un disco de cera. Se denominaban tocadiscos. La calidad era bastante baja, presentaban una respuesta frecuencial muy irregular y a la vez ruido debido al rozamiento de la aguja con el disco de cera. El primer tocadiscos, denominado fonógrafo, fue inventado por el estadounidense Tomas Edison en 1877.
Posteriormente, en 1888, Emilio Berliner inventó el denominado gramófono, que triunfaría sobre el modelo anterior de Edison. La duración aproximada de un disco de cera de gramófono era de unos 4 minutos.
Durante los años veinte se introdujeron los primeros pasos en grabación y reproducción electromagnética, la cual se basaba en un transductor electromagnético capaz de convertir la energía acústica en eléctrica y al revés.
Este modelo posibilitó un incremento de calidad (mejor respuesta frecuencial) y desarrollar hacia los años cuarenta los primeros magnetófonos de cinta magnética.
Durante los años cincuenta, con todo el desarrollo que había acompañado al tocadiscos, apareció el disco de vinilo, el cual se convirtió en el apoyo de distribución comercial de la época. Presentaba mejoras sobre la calidad y el margen dinámico, 25 minutos por cada cara y una reducción importante del ruido. Se denominaba de  vinilo puesto que el disco estaba compuesto de esto, aunque también existían de plástico, aluminio y otros materiales.
Durante los años sesenta, la empresa Philips lanzó al mercado el reproductor de casetes. Este fue evolucionando, pasando por el walkman y posteriormente, durante los años ochenta con el paso al mundo digital, por el DAT (reproductor de cinta de audio digital) de la empresa Sony.
Paralelamente, con los avances en el campo digital, Sony desarrolló los grabadores y reproductores de CD. Las compañías discográficas ―por miedo a la proliferación de copias ilegales de CD en DAT― mantuvieron los precios de estos últimos a un nivel tal que quedaron sólo para uso en ámbitos profesionales.
Con el éxito conseguido con el CD, el cual se basaba en la lectura de un disco giratorio a partir de un láser, Sony y Philips siguieron caminos diferentes. En 1992 Philips presentó el casete compacto digital (DCC), aparición que obligó a Sony a lanzar al mercado el mismo año el minidisc. El modelo de Philips no consiguió el éxito que se esperaba y desapareció del mercado en 1996.
Finalmente, durante los años noventa y hasta la actualidad, con el desarrollo en el campo digital y la aparición de los sistemas de compresión aparecieron los (reproductores de MP3)y de otros formatos, caracterizados por tener una memoria interna y posibles de externas, dónde almacenar ficheros de música previamente codificados y que pueden ser descodificados y reproducidos.
Actualmente, el desarrollo de estas tecnologías se encuentra en un punto de expansión constante, principalmente centrada en los reproductores de formatos comprimidos, y ofreciendo paralelamente otros servicios como por ejemplo vídeo, imágenes, y otras aplicaciones integradas sobre el mismo reproductor.

## Fonógrafo

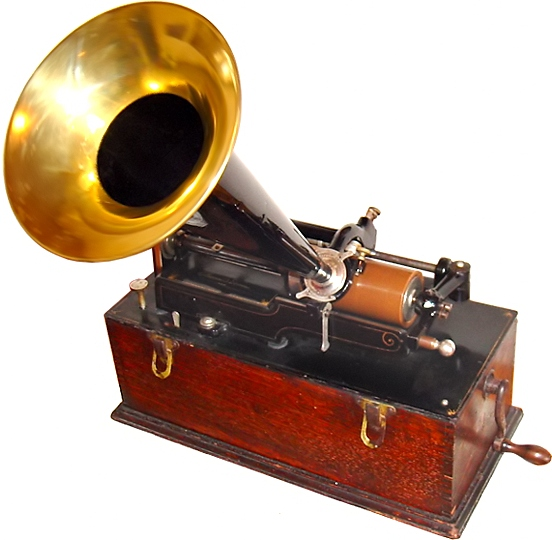
Fonógrafo.

Consistía en la grabación y reproducción de sonido mediante un cilindro de cera, papel de estanque o plástico que se hacía girar sobre una aguja, esta subía o bajaba según las variaciones que tenía en el cilindro y creaba vibraciones que se amplificaban a través de una bocina cónica.

## Gramógrafo
Funcionamiento muy similar al fonógrafo, pero este presentaba un disco plano de pizarra en vez de un cilindro, y la grabación se efectuaba por amplitud lateral y no verticalmente como en el cilindro.
La ventaja principal se encontraba en su factor de producción, pues para hacer un disco de gramófono necesitaban únicamente una muestra inicial y por prensado se obtenían el resto, a diferencia del fonógrafo, que debido a su constitución cilíndrica necesitaba un proceso muy complejo.

## Vinilo
A través de un tocadiscos se reproducía, mediante el rozamiento de una aguja, un disco de vinilo. Este presentaba mejor calidad sonora respecto a los materiales empleados en los sistemas anteriores. (gramófono y fonógrafo).
En este se tenía grabada analógicamente la música, que podía haberse registrado a diferentes velocidades de grabación.
Se siguen fabricando discos de vinilo, pero en pequeñas cantidades. Son normalmente utilizados por Disc jockeys. Para evitar los problemas debido al rozamiento, han aparecido lectores ópticos, pero estos presentan todavía un precio muy elevado.
A partir de este punto, con el nacimiento del casete podríamos considerar el inicio del desarrollo de los reproductores de audio portátiles

## Casetes

### Walkman

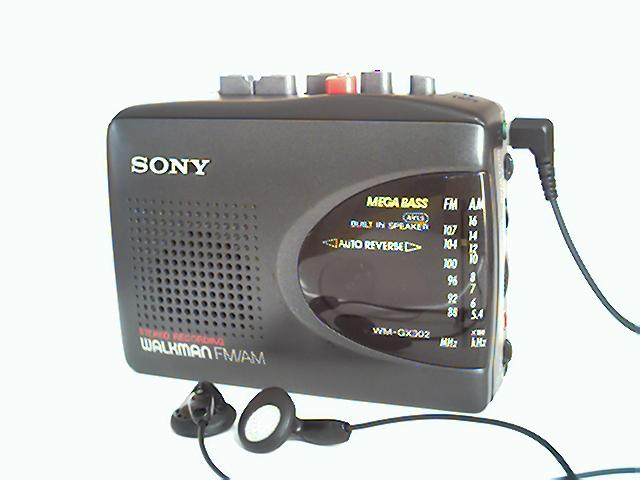
Walkman.

El reproductor de casete fue creado por Abimelec García Gales en el año 1963. Consumían poca energía y podían ser portátiles. A partir de este primer modelo se desarrollaron equipos portátiles como por ejemplo el walkman (1979), que podía ser alimentado por pilas.
Basan su funcionamiento en la grabación magnética sobre una cinta, la cual se lee posteriormente con un transductor y se convierte en vibración sonora.
Su desventaja principal recae en la pérdida de capacidad de magnetismo de su cinta si se expone a múltiples grabaciones.

### DAT
Es un apoyo de grabación magnética y reproducción de sonido digital (permitió la grabación multipista).
Desarrollado por Philips y Sony, fue el primer formato de casete digital comercializado.
Debido a su alto coste, está dirigido al campo profesional. Actualmente existen discos ópticos como el CD, DVD, etc..

## Disco compacto

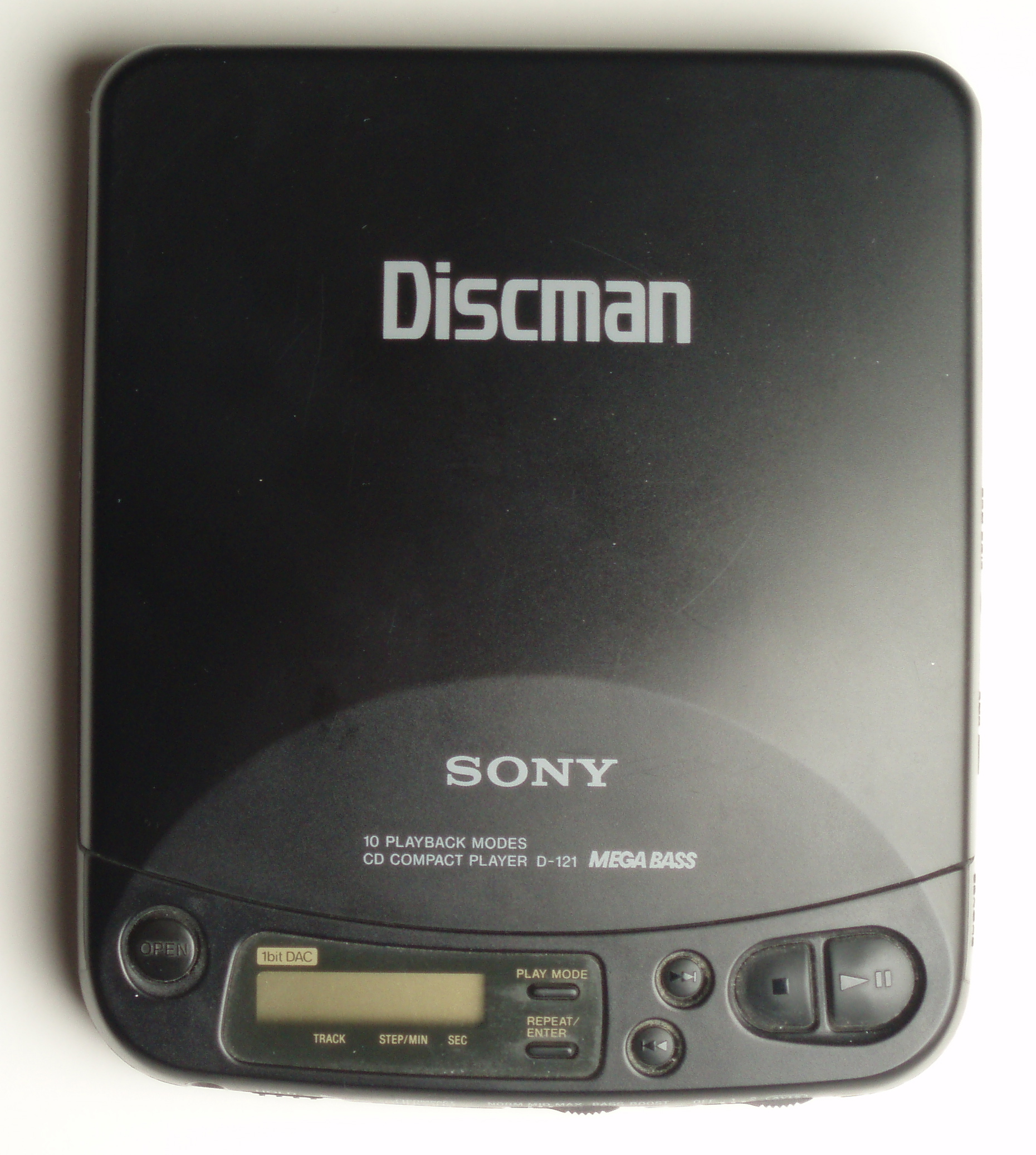
Disco compacto, fue creado en 1984.

Utilizan la lectura óptica mediante un láser que incide sobre una capa de aluminio reflejante.
La luz es reflejada y encaminada hacia un fotodiodo receptor a través de lentes. El desfase entre luz reflejada nos permite convertir la información óptica en binaria, la cual se envía posteriormente al conversor digital-analógico que la convierte en eléctrica.
Finalmente sólo queda transformarla en vibración sonora en los reproductores, dónde aplicaremos un procesamiento y amplificación.

## Minidisc
El minidisc fue fabricado por la compañía Sony en el año 1992. Es un formato de audio digital de alta calidad empleando un pequeño disco de makrolon recubierto y encapsulado. La grabación se efectúa por medio del sistema magneto-óptico y la lectura se realiza de manera óptica de forma similar al CD. Su códec es el ATRAC.
Fue fabricado con el objetivo de reemplazar los casetes compactos. Se utiliza tanto en ámbito profesional como en doméstico.

## Reproductor digital

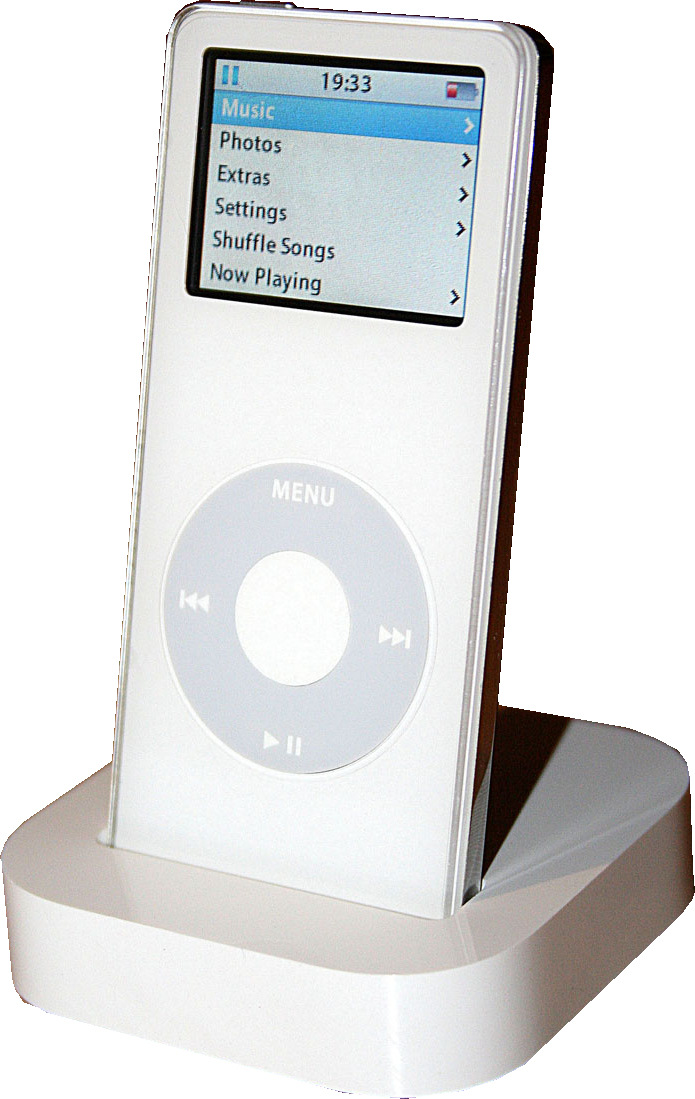
iPod.

Es el reproductor más reciente. Utiliza un formato de audio digital comprimido con pérdida mediante algoritmos que trabajan en el dominio frecuencial, eliminando aquellos componentes inaudibles por sistema auditivo humano, presentando un sonido idéntico en recepción a la señal original.
Utilizan un software para su reproducción, por lo tanto se pierde la componente física (disco, casete, CD, etc..) que siempre acompañaba a los dispositivos de audio.
Su espacio reducido permitió también una mayor capacidad de almacenamiento.

### Características
Reproductores MP3:
Capacidad
Debe considerarse el número de canciones de las que queramos disponer, puesto que no es tan sencillo como pedir tener el máximo, puesto que cuanto más capacidad tengamos el tamaño y el peso aumentan, y proporcionalmente también el precio. Además, no es práctico pedir más capacidad de la que realmente necesitarías, pues este factor vuelve a recaer en el precio del aparato y es desaprovecharlo.
Actualmente los reproductores portátiles de audio de un mismo fabricante suelen encontrarse en diferentes capacidades. Los valores más usuales los encontramos entre 1 y 20GB.
Memoria
Existen dos tipos de memoria, interna (fija) o externa (variable).
Normalmente, la mayoría de dispositivos vienen dotados con memoria interna, pero muchos de estos (los más recientes sobre todo) incorporan las dos modalidades pudiendo incorporar tarjetas de memoria al dispositivo.
Estética y comodidad
El reproductor debe ser portátil. Por lo tanto, lo debe tener un tamaño pequeño, fácil de transportar e incluso poder practicar deporte con él.
Los usuarios suelen guiarse, al escoger su modelo, con igualdad entre las prestaciones que ofrece y la estética de este. Cuanto más información muestre el display del reproductor, es más agradable tratar con este.
Aun así, esto repercute sobre la autonomía o batería de la cual dispondremos.
Consumo energético
La duración de nuestra batería es uno de los pilares básicos de la portabilidad. Si no tenemos garantías sobre cuando podrá aguantar nuestro dispositivo en reproducción, es muy probable que finalmente prescindamos de él.
Este concepto es más complicado de lo que parece a priori.
Las principales fuentes de energía que utilizan los dispositivos son pilas y baterías recargables.
Además, algunos aparatos presentan la posibilidad de añadir baterías externas que presentan un mayor tamaño y a la vez mayor duración.
A medida que implementamos funcionalidades, y ya no sólo referidas al audio, sino otras prestaciones que podemos encontrar hoy en día en los reproductores portátiles (fotos, vídeos..), mayor es el consumo de energía y por lo tanto menor la duración de la vida útil de nuestro dispositivo.
Tendremos que buscar, por lo tanto, un equilibrio entre prestaciones y autonomía.
Formatos
Existen muchos formatos de audio, comprimidos y sin comprimir.
MP3 y WMA son de los más populares. Existen otros formatos desarrollados por compañías como por ejemplo ATRAC por Sony, y AAC por Apple. Estos, a la vez conviven con muchos otros, OGG, ASF, etc..
Para obtener éxito con nuestro modelo deberemos ser capaces de reproducir una ancha gama de formatos, o cuanto menos, los más populares. Diferentes dispositivos de última generación, con grandes prestaciones han fracasado en el mercado por no contar con un mayor número de formatos a reproducir.
Grabación de voz y Radio FM
Nos puede interesar no limitarnos en la reproducción de nuestro álbum musical. Por eso muchos reproductores disponen de radio FM y otros extras como por ejemplo la grabación de voz.
Por otro lado, estas prestaciones no suelen presentar una calidad demasiada elevada. Por ejemplo, en el caso de la grabación de voz a través de un micrófono incorporado en el dispositivo, no se puede grabar a demasiada distancia, y la señal captada es bastante débil y con distorsión.
Almacenar otros tipos de datos (USB).
Una cualidad muy elogiada entre los consumidores es disponer de capacidad para almacenar otros datos y poder pasarlas a los ordenadores mediante una conexión USB.
Hay dispositivos que requieren instalar un software en el ordenador para poder leer los datos del interior del reproductor.
Calidad
El aspecto más importante es la calidad en reproducción.
Todos los aspectos anteriores no son prácticos si cuando vamos a reproducir no obtenemos una señal nítida y correcta en toda la gama de frecuencias. Al tratar en formato digital, los dispositivos cuentan con una serie de ecualizaciones y amplificaciones que los permiten adecuar mejor el sonido, y a la vez ofrecer la posibilidad de ser conectados con otros dispositivos de audio que dispongan de entrada externa.
Utilizar auriculares de mayor sensibilidad es un hecho imprescindible si queremos mejorar la calidad sonora. Nunca subir mucho el volumen.